# Spermophilus fulvus
Spermophilus fulvus là một loài động vật có vú trong họ Sóc, bộ Gặm nhấm. Loài này được Lichtenstein mô tả năm 1823.

## Hình ảnh

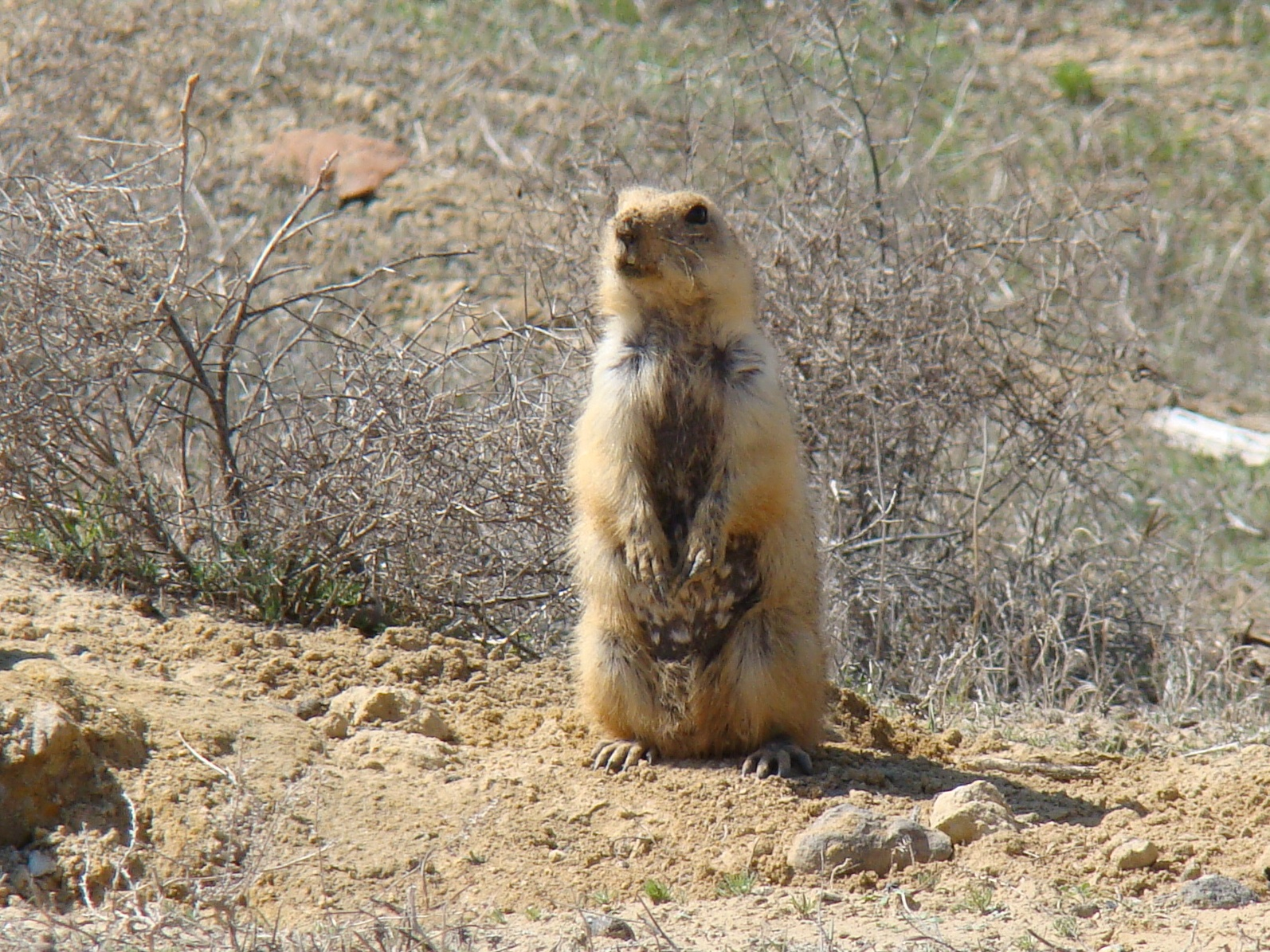
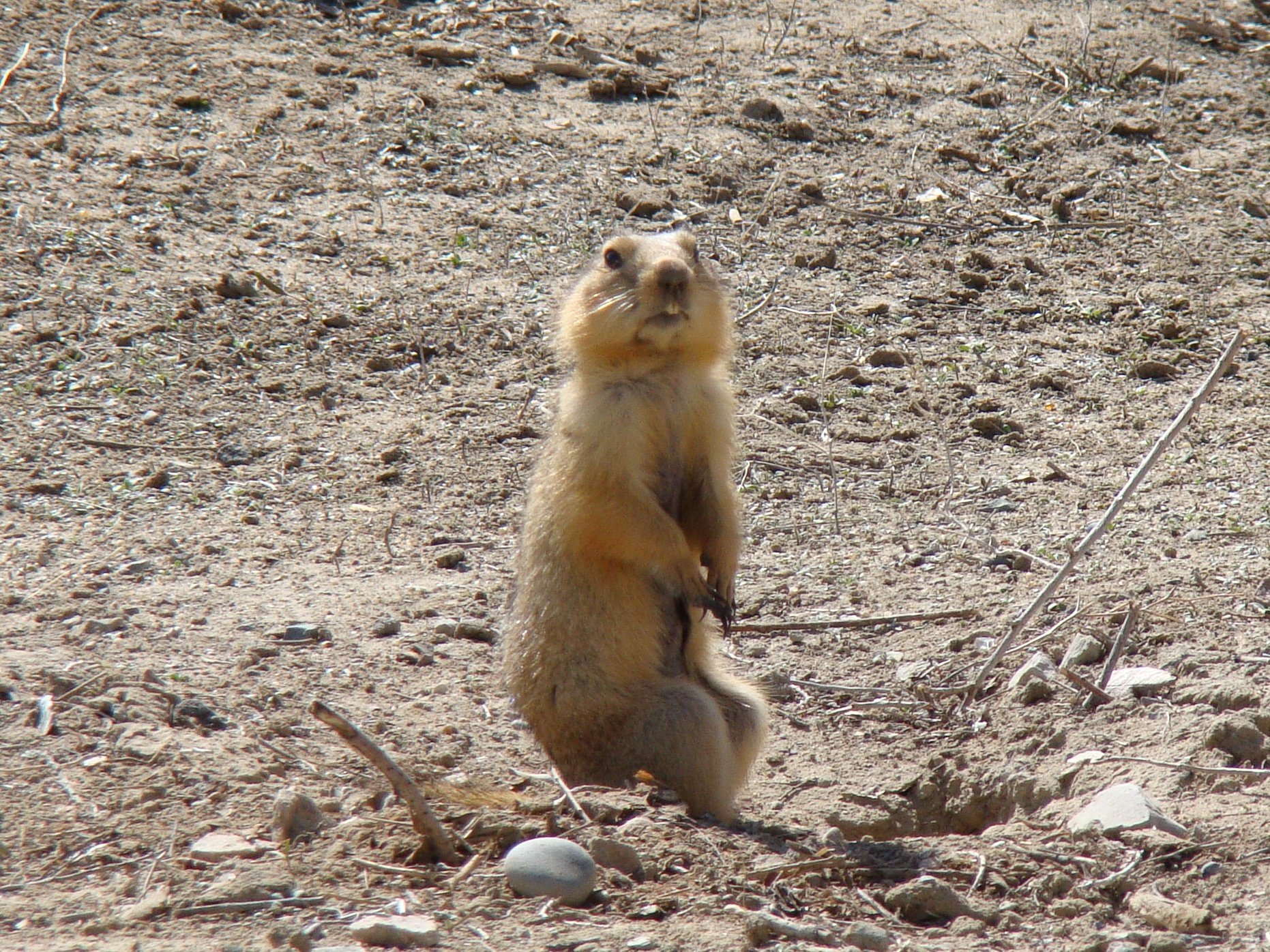
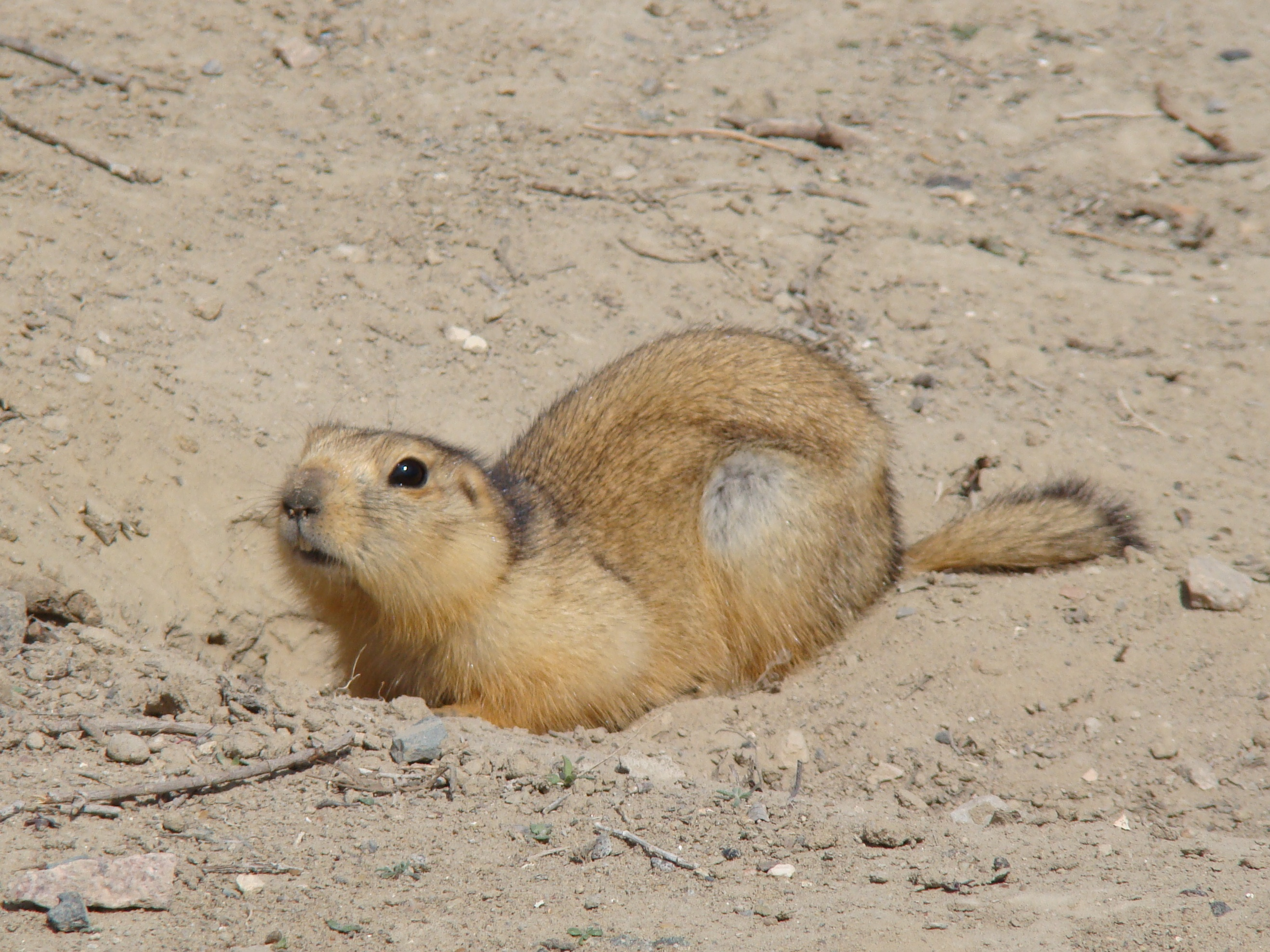
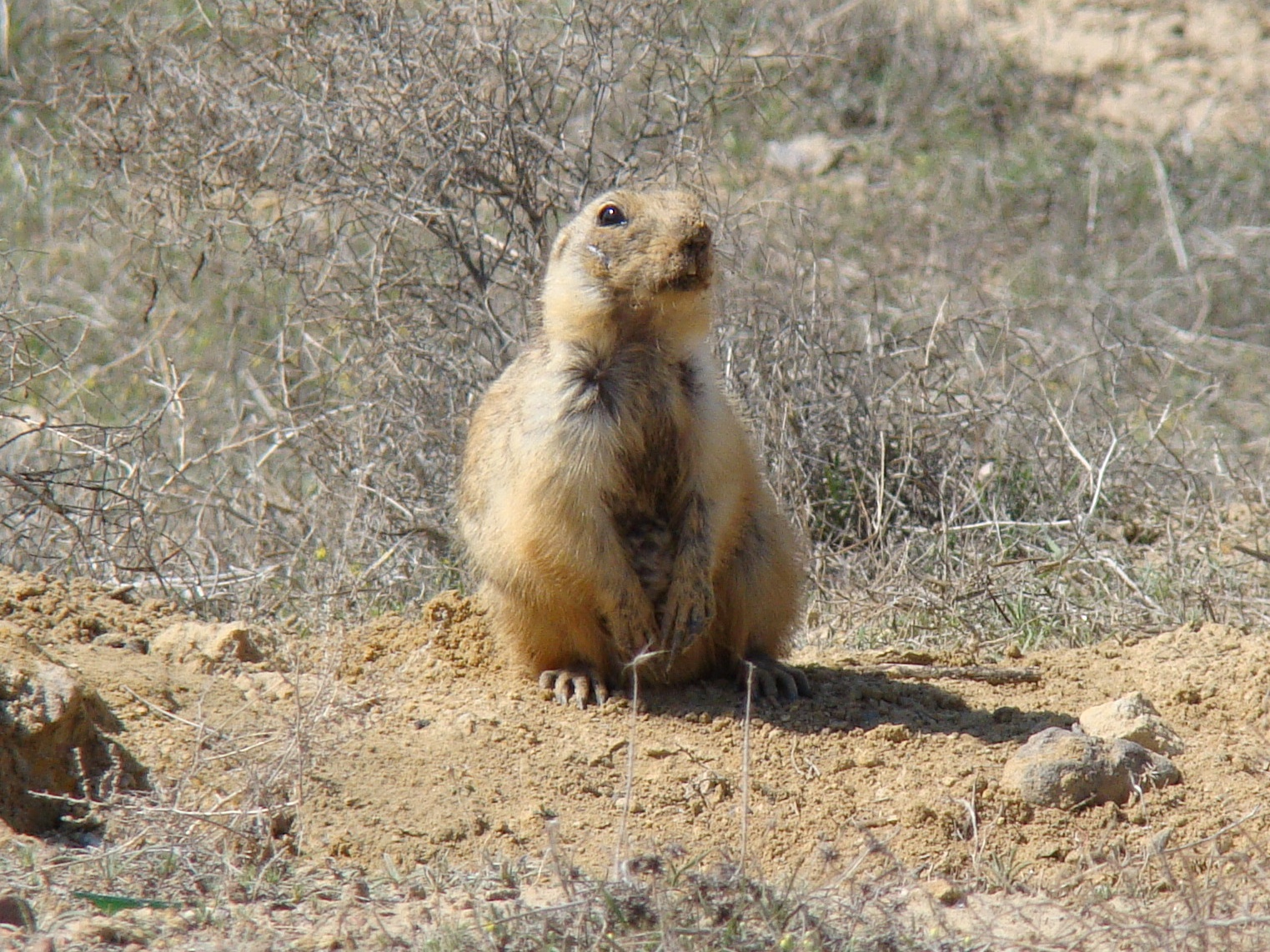